# Orthetrum serapia
Orthetrum serapia – gatunek ważki z rodziny ważkowatych (Libellulidae).